# لفحة الصبار
لفحة الصبار هو أحد مسببات الأمراض النباتية الشبيهة بالفطريات التي تنتمي إلى فصيلة طلائعيات بيضية. إنه العامل المسبب لعفن الجذور التاجي على شجر الودر والعديد من الأنواع الأُخَر، وكذلك تعفن جلود الفراولة.